# Омакасэ

Омакасэ (яп. お任せ, от 任せる — «поручить») — японская фраза, которая означает «полагаюсь на вас».

## Использование в речи
Выражение используется посетителями в ресторанах суши и говорит о том, что клиент оставляет выбор суши на усмотрение шефа. Шеф-повар обычно представляет серию блюд, начиная с легкой пищи и переходя к тяжелой. Эта фраза не относится исключительно к суши из сырой рыбы с рисом и может включать в себя гриль, кипячение или другие методы приготовления пищи.

## Особенности
Клиенты, заказывающие стиль омакасэ, ожидают, что шеф-повар будет изобретателен и удивителен в выборе блюд, а блюдо можно сравнить с художественным произведением. Заказ омакасэ может быть азартной игрой, но клиент, как правило, получает самую качественную рыбу по более низкой цене, чем если бы он заказывал блюдо из меню.